# نسق هابل للمجرات

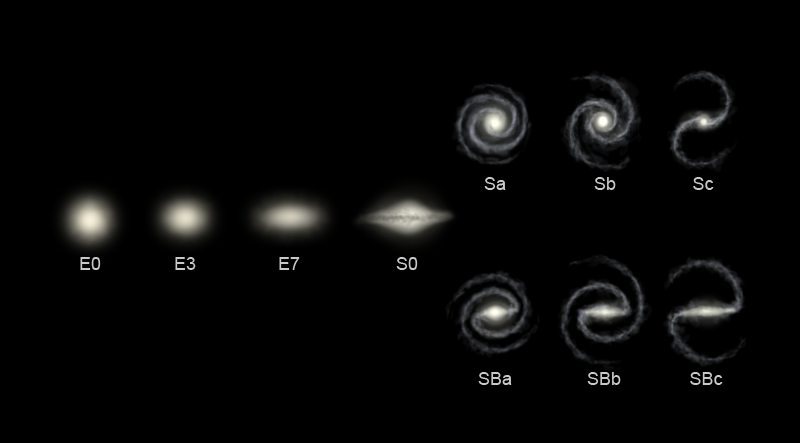
Hubble-Sequenz

نسق هابل في الفلك (بالإنجليزية:Hubble Sequence) هو نظام لوصف أشكال المجرات، صاغه العالم الفلكي إدوين هابل عام 1936 ولا يزال النظام يستخدم حتى الآن في تصنيف المجرات.
وطبقا لنظام هابل تصف التصنيفات E0 إلى E7 المجرات الإهليلجية  مع زيادة تسطحها، وتصف Sa إلى Sc المجرات الحلزونية كما تصف SBa إلى SBc المجرات الحلزونية الضلعية، وتصف Ir المجرات غير المنتظمة. وتشكل S0 وSB0 المراحل الوسطية لتطور المجرات العدسية.
وبالنسبة إلى المجرات الحلوزونية فهي تنقسم إلى:
- تصغر نسبة الحوصلة المجرية إلى القرص من a إلى c.
- تزداد الأذرع الحلزونية أنفتاحا من a إلى c.
- تزداد نسبة الغبار والنجوم الناشئة من a إلى c.

رأى هابل في ذلك النسق نظاما يمكن به وصف تتابع شكل المجرات. ولكن الأبحاث التي تمت في السنوات الأخيرة تبين أن الوضع أعقد من ذلك ن ولا يمكن وصفه بنظام بسيط. ومع ذلك فإن وصفنا للمجرات الإهليلجية بأنها مجرات «بدائية» بعكس المجرات الحلزونية بأنها «حديثة» فهو وصف صحيح. ولا يزال نسق هابل يستخدم حتى الآن، مع التحفط بالنسبة للمسائل التالية.

## مشكلات

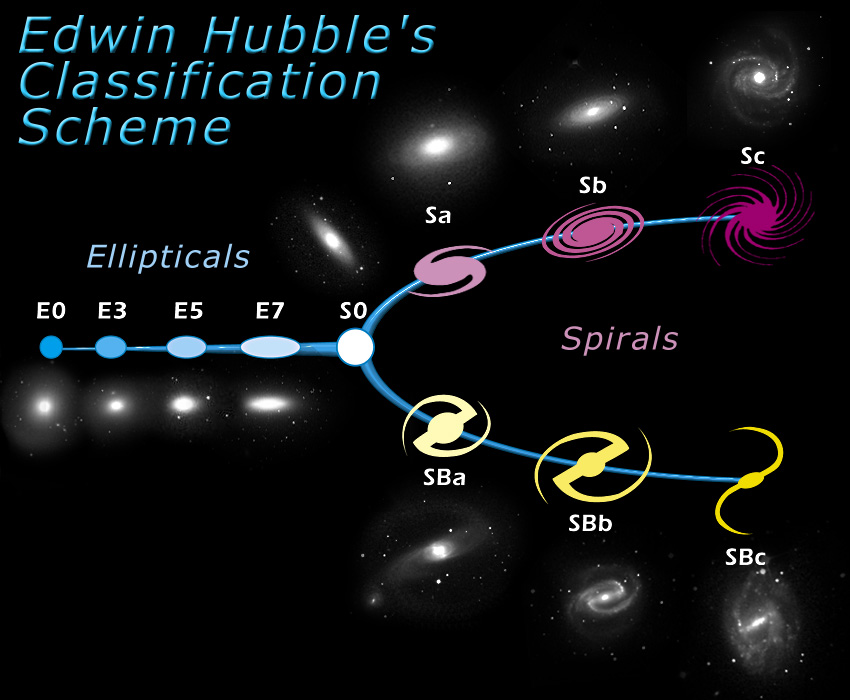
تتابع اشكال المجرات في شكل شوكة رنانة ، طبقا لتصنيف هابل.

أهم مشكلة بالنسبة إلى تصنيف هابل هو: أنه عندما قام هابل بأرصاده كانت حصيلة استكشافاته قليلة (أقل من 100 مجرة) وكلهم من المجرات القريبة منا، ولذلك لها انزياح أحمر قليل. ولذلك فيعتمد أساس نسق هابل على عدد قليل من أنواع المجرات وهي لا تمثل المجموع الذي نده الآن بأرصادنا المتعددة والدقيقة. لذلك نقول اليوم أن كمية البيانات التي اعتمد عليها هابل في تصنيفه إنما تبين الميول العامة للنسق، بمعنى أنه لا يعطي وصفا دقيقا يمكن الاعتماد عليه.
كما أن نسق هابل اعتمد على مجرات تظهر في الضوء المرئي وهو يصفها جيدا. ولكن أشكال المجرات التي نحصل عليه في نطاق اطياف فهي تختلف عادة. فعلى سبيل المثال تظهر أغلب المجرات في نطاق الأشعة فوق البنفسجية أو في نطاق الأشعة السينية في صورة غير منتطمة إلى حد بعيد، ذلك بسبب أن في نطاق تلك الأشعة تظهر لنا مناطق نشأة نجوم فقط، وهذه تكون غير منتظمة التوزيع.
أي أن نظام هابل لا يمثل ما نرصده في نطاق الأشعة الكهرومغناطيسية الأخرى.
ينتج عن ذلك ان استخدام نسق هابل اليوم أصبح محدودا جدا على الرغم محاولات لتكملة النسق. والسبب الوحيد لاستمرار عمل الفلكيون بنسق هابل هو عدم وجود تصنيف حديث يصف أشكال المجرات.
وهي تشكل مسألة صعبة، ويرجع ذلك إلى عدم وجود وصفا دقيقا لأشكال المجرات. وعلى عكس ذلك فنجد أن تصنيف أطياف المجرات أدق كثيرا، ولذلك تصنف المجرات حاليا على أساس نوع طيفها.

## امثلة
| النوع | الاسم                | مطلع مستقيم      | ميل              |
| ----- | -------------------- | ---------------- | ---------------- |
| E0    | مسييه 89 (NGC 4552)  | 12h 35m 39,8073s | +12° 33' 22,829" |
| E1    | مسييه 105 (NGC 3379) | 10h 47m 49,600s  | +12° 34' 53,90"  |
| E2    | مسييه 60 (NGC 4649)  | 12h 43m 39,66s   | +11° 33' 09,4"   |
| E3    | مسييه 86 (NGC 4406)  | 12h 26m 11,743s  | +12° 56' 46,40"  |
| E4    | إن جي سي 1700        | 04h 56m 56,33s   | -04° 51' 56,7"   |
| E5    | مسييه 59 (NGC 4621)  | 12h 42m 02,32s   | +11° 38' 48,9"   |
| E6    | إن جي سي 821         | 02h 08m 21,14s   | +10° 59' 41,7"   |
| E7    |                      |                  |                  |
| E-S0  | إن جي سي 4379        | 12h 25m 14,7s    | +15° 36' 28"     |
| S0    | إن جي سي 3           | 0h 7m 16,8s      | +8° 18' 5,9"     |
| SB0   | إن جي سي 4386        | 12h 24m 77,7s    | +75° 31' 46"     |
| Sa    | إن جي سي 11          | 0h 8m 42,5s      | +37° 26' 52,5"   |
| Sb    | مسييه 81 (NGC 3031)  | 09h 55m 33,17s   | +69° 03' 55,1"   |
| Sc    | مسييه 74 (NGC 628)   | 01h 36m 41,77s   | +15° 47' 00,5"   |
| SBa   | إن جي سي 23          | 00h 09m 53,41s   | +25° 55' 25,6"   |
| SBb   | مسييه 58 (NGC 4579)  | 12h 37m 43,5223s | +11° 49' 05,488" |
| SBc   | إن جي سي 7           | 0h 8m 20,9s      | -29° 54' 53,6"   |
| Im    | إن جي سي 4376        | 12h 25m 18,1s    | +05° 44' 28"     |

## وصلات خارجية
- 2MASS Illustration
- Spitzer-Weltraumteleskop Illustration

## اقرأ أيضا
| - تصنيف المجرات - علم الفلك للأشعة السينية - ذراع حلزوني - مجرة الزوبعة - سداسية زايفرت - سكوربيوس إكس-1 - قزم أبيض - عملاق أحمر - نجم | - نجم نيوتروني - مجرة - الانفجار العظيم - خط زمني للانفجار العظيم - ثقب أسود - نابض - نجم متغير - متغير سيفيدي - نجم الدجاجة إكس-1 |  |